# Abarema cochleata var. moniliformis
Abarema cochleata var. moniliformis là một thứ của cây họ đậu Abarema cochleata, là loài đặc hữu của những cánh rừng ở Manaus, Brasil.